# U-146
U-146 — малая немецкая подводная лодка типа II-D для прибрежных вод, времён Второй мировой войны. Заводской номер 275.
Введена в строй 30 октября 1940 года. Входила в 1-ю флотилию, с 1 января 1941 года находилась в составе 22-й флотилии, с 22 января 1941 года находилась в 3-й флотилии. С 1 сентября 1941 года вошла в 22-ю флотилию. Совершила 2 боевых похода, потопила одно судно (3 496 брт). 2 мая 1945 года затоплена экипажем в порту города Вильгельмсхафен.